# Mason Phelps
Pour les articles homonymes, voir Phelps.
Mason Phelps (Chicago, Illinois, 7 décembre 1885 - Lake Forest, Illinois, 2 septembre 1945) est un golfeur américain. En 1904, il remporta une médaille d'or en golf aux Jeux olympiques de St. Louis, dans la catégorie par équipe. 